# Whatever (Dopha-EP)
Whatever er titlen på den danske musiker Dophas EP i 2023. Det udkom 7. juli på det uafhængige pladeselskab The Bank Records.
EP'en indeholdt fem sange - blandt andre de to radiohits, "Pity Party" og "Frenemies". Sidstnævnte var allerede året inden (september 2022) blevet udvalgt som "ugens uundgåelige" på DR P3.

## Spor
1. "Hey Mom" - (03:41)
2. "Whatever" - (03:03)
3. "Frenemies" - (03:09)
4. "Safe & Sound" - (03:46)
5. "Pity Party" - (02:14)